# 太阳照常升起 (电影)
《太陽照常升起》是一部中国大陸電影，于2007年9月14日开始在大陆上映。该部电影是继《阳光灿烂的日子》和《鬼子来了》之后，姜文導演的第三部电影作品，主要演员有周韵、房祖名、姜文、黃秋生、陈冲以及孔维。
电影改編自作家葉彌的短篇小說《天鵝絨》。电影讲述了四段分别发生于1958年至1976年期间，地点在中国南部、东部、西部，看似分散实又相连的人物故事。其表达的电影主题是，在“那个极度压抑个人性欲的时代”，每个人所反映出的“人性欲望之中各种极致境界”。该电影亦被认为是一部藝術電影，其劇情有留白，保留有想像空間，風格类似《陽光燦爛的日子》。

## 劇情
该部电影的剧情是由“疯”、“恋”、“枪”以及“梦”四部分串联起来，地点分别是在云南无名村落、东部某大学、西部新疆戈壁。

### 瘋
在该部分中，时间为1976年春天，地点为中国南部某村落。讲述的是妈（周韵饰演）做梦后去街上买鞋，回家路上遇见逃学的儿子（房祖名饰演），而后便冲到学校强迫儿子退学。在两人的回家路途上，儿子先搭车回家，而妈把新鞋挂在路边的大树上后去方便。在方便完毕后，却发现鞋子不见，进而开始发疯。之后妈开始有爬树、刨坑、挖石头、唸诗等行为，同时，儿子发现家里的东西经常消失不见。
一天，两人赌气地相互砸掉家里碗、盘、罐等，在冷静后，妈向儿子透露自己与丈夫——即儿子的父亲的相识过程，道出丈夫是一名军人，名字叫「阿辽沙」，并拿出了一张他们两人的合照，不过照片中父亲的脸部已经被挖掉。妈回答儿子，“你的样子再减去我的样子，就是他（儿子的父亲）的样子”。
随后，在一次外出中，儿子无意发现了妈在树林里用石头所盖的一所“白宫”，并看到家里丢失的东西全部汇集于此。儿子狂跑回家，看到妈穿着那双绣着鱼的鞋站在门口。妈对儿子说自己已经“好了”，恢复常态，并坦诚以后会好好对待儿子，不再打骂。之后劝儿子赶紧去接刚刚下放到村里的外来人，称“〔如果让陌生人〕走错了地方那就坏了”，并表示会在家里等儿子回来接着聊天。就在儿子接人到村落河边时，村落的同龄伙伴告诉他们的生产队小队长——即儿子，妈已经消失，而河流上正漂着妈的绣花鞋和一套军衣。

### 戀
电影在该部分中，讲述的是1976年夏天，在中国东部的一所学校，林大夫（陳沖饰演）暗恋着梁老师（黃秋生饰演），却暗地里与老唐（姜文饰演）有染，而梁老师与老唐是好朋友。
在一次露天电影中，梁老师偷偷摸了一个女人的屁股，而其他地方同时忽然传来“抓流氓”的喊声。梁老师由于做贼心虚而逃跑，众人认定其为嫌疑对象而追赶他，继而殴打。在逃跑过程中，梁老师无意发现了林大夫和老唐的奸情。
随后，林大夫自愿加入到了指认流氓的队伍，其目的想利用这次机会在众人面前向梁老师表达爱恋，因为自己是对梁老师是“有感情的”，“就是要让你（梁老师）摸我（屁股）”。尽管指认成功，但由于林大夫当晚是与老唐在一起，提供的自己所在观影位置与“流氓”位置不符，继而该计划没有实施成功。在医院，林大夫向梁老师道出了该“引火烧身再道出事出有因”计划，继而正式向梁老师表达爱恋，但遭到梁的拒绝。
而老唐也极力想办法帮梁老师摆脱嫌疑，后者只是表示了极大的后悔。后经过调查，那几个真正的流氓已被公安局带走，从而证明了梁老师是“清白”的。最后的镜头中，梁的尸体挂在了枪带上。

### 槍
电影在该部分中，讲述的是1976年秋天，在中国南部某村落发生的故事。生产队小队长（房祖名饰演）开着拖拉机，载着下放到村落劳动改造的老唐（姜文饰演）和唐妻（孔维饰演）。在路途上，老唐用梁老师留下的枪打了一只野鸡送给小队长，作为初次见面礼物。车开到村落河边时，村落的同龄伙伴告诉小队长，妈已消失，众人一起围观河中漂流着的绣花鞋和军衣。
老唐在下放的日子，其分配到的工作就是给生产大队打猎。某天，老唐在石头白宫发现了自己妻子成为了小队长的猎物——两者有了奸情。后来老唐在水塘边愤怒地用枪指着小队长，说小队长“你该死”。小队长坦言表示自己是该死，但不明白唐妻所说的“我老公说我的肚子像天鹅绒”中的天鹅绒是何物。老唐告诉小队长，自己会找天鹅绒给他看，不过“看到天鹅绒的那天，就是你死的那天”。
之后老唐去了北京，寻求朋友（崔健饰演）帮忙找天鹅绒，在这个过程中，朋友分析了是由于老唐自己先冷落了妻子而导致出现奸情。之后老唐离开北京回到村落，并打算原谅小队长。两者再次在水塘旁边相遇，老唐在向小队长上缴完猎物之后，转身离开，这时小队长说自己也出外地，已经知道什么天鹅绒，随即向老唐展示天鹅绒，并对老唐说了一句“可是你老婆的肚子根本不像天鹅绒”。这句话再次触怒了老唐，老唐随即開了槍。

### 夢
在该部分中，时间回到了1958年的冬天，地点为中国西部新疆的戈壁灘，讲述是老唐和妈的陈年往事。在一望无际的戈壁滩上，两个骑着骆驼的女人不期而遇，二人分别是怀着身孕的妈和唐妻，路上唐妻讲述自己与老唐的甜蜜爱情，而妈一直沉默不语。两人之后在一个写着“尽头”和“非尽头”的分叉口分开；妈去的方向是苏联，在那里，一个苏联女人告诉妈，阿辽沙已死。随后，在一个只有旧军衣等军用品但没有尸体的停尸房，妈哭诉了自己被骗和被抛弃的遭遇，坚持不相信阿辽沙已经去世。而唐妻去的方向则是一个山顶，老唐在那里等着她，之后老唐把唐妻拥在怀里，并说了一句“你的肚子像天鹅绒”，完后向天开了两枪。
当晚，老唐在一个戈壁上举行隆重的婚礼，人群狂欢，而梁老师也在混乱的人群摸了多个女人的屁股。就在这时，一辆载着妈的火车经过，一个被火点燃的帐篷升空并追随着火车。在黎明前，妈生下了儿子。之后，妈抱着儿子，站在火车顶上，对着正在升起的太阳，一遍一遍地喊着“阿辽沙，别害怕！火车在上面停下了！他一笑天就亮了！”

## 角色饰演介绍

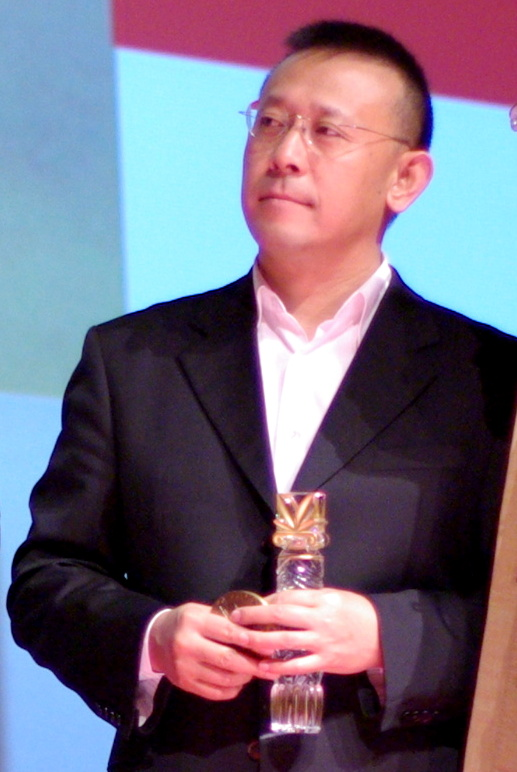
电影《太阳照常升起》导演姜文

房祖名 饰演 儿子、小队长：儿子是村落生产队的小队长，后与唐妻发生奸情而被老唐槍擊。角色演员房祖名称姜文很会说戏，而该电影更像是动作片，因为他在电影中一直跑来跑去。（香港配音：周倚天）
周韵 饰演 妈：妈与老唐相恋并生下儿子，后被遗弃返回村子，为保护自己而装疯，在老唐回到村子的当天消失不见。角色演员周韵称，现代的娱乐取向，已经演变成为了对电影主创人员关系的关注盖过了对电影艺术本身的关注，姜文在该片已是“倾尽全力”。（香港配音：許盈）
姜文 饰演 老唐：在大学当老师时与林大夫有染，后被下放回到村子劳动改造。后来发现妻子与小队长有染，后對激怒其的小队长開槍。角色演员兼导演姜文称，自己只是完成了把记忆翻译成为电影，过程虽然很辛苦，但很值得。（香港配音：潘文柏）
黃秋生 饰演 梁老师：一名大学老师，早年就与老唐相识，后在一天的露天电影上，由于“抓流氓”事件而被调查，后来吊死在校内。角色演员黃秋生表示，自己的角色相当于“我因为‘摸’了一下女人的屁股而被300人追杀”。而对于姜文则是评价其能演能导，之前两人亦有“君子之交”，故有合作。（香港配音：招世亮）
陈冲 饰演 林大夫：一名大夫，暗恋梁老师，但同时与老唐有染，想借帮梁老师洗脱流氓嫌疑的机会向其表达爱恋，但计划并不成功，后正式向梁老师表白时亦被拒。角色演员陈冲称姜文是一个“永不疲倦的思想者”，对人物的把握比较到位，自己很乐意与之合作。（香港配音：黃玉娟）
孔维 饰演 唐妻：一名南洋华侨，与老唐在戈壁举行婚礼，在随老唐下放后与小队长发生奸情。角色演员孔维表示，由于角色与自己的年龄与心境相差较大，所以挑战性也较大，接受这个角色是出于对姜文的信任和对作品的喜爱。（香港配音：鄭麗麗）

## 电影剧情与小说情节的差异
电影是改编自叶弥的小说短篇小说《天鹅绒》，该短篇小说字数七千，最初发表于《人民文学》2002年第四期，后收入中篇小说集《天鹅绒》，经由山东文艺出版社2003年出版。
与电影相同的是，老唐与妻子都是被下放到乡下，儿子都被老唐给枪杀而死。与电影不同的是，小说中的妈，是因为被人嘲笑后而上街买鞋，后改为买了两斤猪肉，因此妈是因为丢失的猪肉而发疯，小说最后也有明确描写妈的死去，而电影改为妈做梦才去买鞋，在鞋子丢失之后发疯，没有明确说明妈是否已经死去，只说是消失。
电影中的“恋”章节，小说中完全没有提及，也没有妈去苏联章节，也没有出现阿辽沙这个人物角色。
另外，小说中提到老唐有一个女儿，电影舍弃了该角色而增加了妈建造石屋这一内容。而末尾的枪杀情节，在小说中，小队长在被枪杀时并没有找到天鹅绒，只是知道了天鹅绒的感觉，电影改为小队长找到并当场向老唐展示天鹅绒。电影中也没有提到老唐后来坐监。

## 电影制作

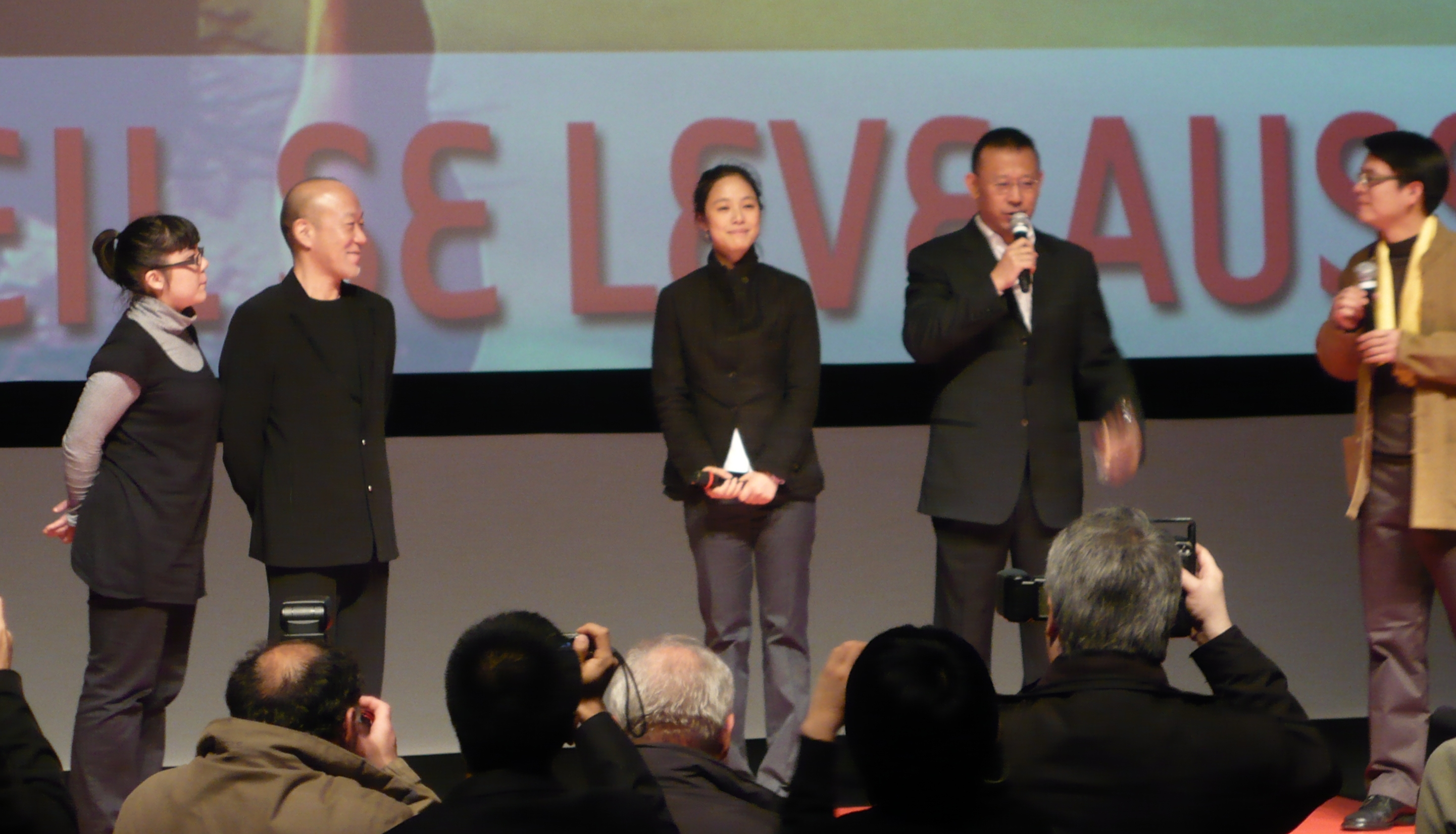
久石让、周韵、姜文在亚洲电影节上。

### 创作
姜文曾表示，电影《太阳照常升起》的灵感是来源于一首新疆民歌。20年前，在自己就读的大学里，有很多从新疆来的同学，在夏天天气太热没法睡觉时，大家就会到操场上唱歌跳舞。其中有一首歌留给姜文非常深的印象，一直深刻脑海没有消失过，而这样的一首曲子总让姜文想起一部电影，自己却总找不到它。2005年，姜文在看叶弥的小说《天鹅绒》时，“忽然觉得这个电影出现了，四个故事一下子在我的脑海里。”之后姜文就找来编剧述平与过士行，将故事口述之，让两人编写成电影剧本。最后，姜文找到投资方，完成了歌曲记忆到电影的转变。

### 拍摄
电影《太阳照常升起》是姜文继1998年《鬼子来了》拍摄完毕，10年之后才开拍的电影，该电影耗资一千万美元，其拍摄取景地点涉及到了中国北京，云南香格里拉硕都湖、元阳箐口哈尼民俗村、腾冲湿地、云南大学，以及甘肃等地，而也用了将近一年的时间才完成拍摄。
电影曾由于周韵的怀孕而一度暂停拍摄，后来经补拍而完成。但对于外界质疑的因周韵怀孕而更改剧本这一说法，姜文给予了否认，并称电影末尾出现的孩子即是自己与周韵所生孩子，是上帝在拍摄期间赐给自己的礼物，应该好好利用。但在拍摄期间天气过冷，为了照顾孩子，那场戏只拍了两条就过。

### 配乐
该电影的配乐师为日本配乐大师久石让。据介绍，久石让看过电影样片后，被电影的梦幻色彩和魔幻浪漫主义所着迷。但姜文要求电影出现的水、风等元素都应该是电影角色，应该会说话，配乐师应以比莫扎特的音乐还要好一点的态度去做。这样的要求，一度让久石让感到迷茫，一个月后，久石让才开始从事电影的配乐创作。
久石让完成后的配乐主要分成了主章节和副节，前者表现出了雄性与壮丽，后者则表现出浪漫和凄美。配乐出来之后，姜文的评价是“觉得真的是比莫扎特好一点”。

### 服装设计
该电影的服装设计师是许建树。许建树来到剧组，在听了一个半小时的、由姜文主讲的电影内容阐述录音后，设计了2000多个设计图，事后姜文只给予了少量的评价。
在电影中，许建树配合时代背景，针对了不同的人物角色设计了不同的服装，片中周韵的红色外衣，以及鱼鞋；陈冲的七分袖白大褂；姜文的夹克、皮靴；孔维的西洋套装、帽子等。在这些服装设计中，很多观众反映片中姜文的服装“太帅了”。

## 参展与票房

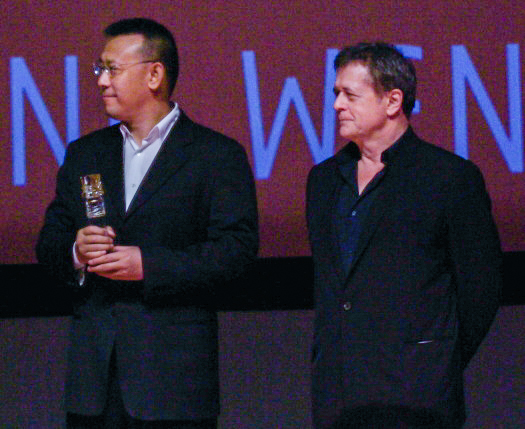
姜文携电影《太阳照常升起》等参加法国多维尔电影节电影回顾展。

电影《太阳照常升起》是第64屆威尼斯国际電影節參賽作品，同时也是多倫多国际電影節特別推介電影、韩国釜山电影节观摩电影，並於香港亞洲電影節優先放送。之后，在2008年，该片以姜文作品的身份参加了法国多维尔电影节电影回顾展。
电影于2007年9月14日开始在中国上映，至10月24日时，据文汇报报道，在上海单家影院投入的30个拷贝获得了150多万元的票房。由此推算，全国的600多个拷贝，其票房总收入应该有2000多万元。至月底电影下档时，8000万投资有3000万的票房，与电影当初的过亿票房目标相差甚远，而作为第64屆威尼斯電影節參賽作品，也与金獅獎失之交臂。
对于此情形，姜文乐观地表示“有期待总是好的，但是现实总是和期待有距离，有时候超过预期，有时候不如，这挺正常”，“太阳不会落下，前景依然乐观”。但鉴于太多观众反映看不懂，姜文则表示“以后会多拍一些大家看得懂的片子。”而发行方保利博纳董事长于冬表示，期望票房过亿是有野心的想法，是希望文艺片能与商业大片相抗衡，事实上文艺片能取得三千万票房已是不错的成绩。

## 獎項
| 頒獎典禮               | 獎項                 | 名單               | 結果 |
| ---------------------- | -------------------- | ------------------ | ---- |
| 第64屆威尼斯國際電影節 | 金獅獎               | 太陽照常升起       | 提名 |
| 第44屆金馬獎           | 最佳導演             | 姜文               | 提名 |
| 第44屆金馬獎           | 最佳改編劇本         | 述平、姜文、過士行 | 提名 |
| 第44屆金馬獎           | 最佳剪輯             | 張一凡、姜文       | 獲獎 |
| 第2屆亞洲電影大獎      | 最佳電影             | 太陽照常升起       | 提名 |
| 第2屆亞洲電影大獎      | 最佳導演             | 姜文               | 提名 |
| 第2屆亞洲電影大獎      | 最佳女配角           | 陳冲               | 獲獎 |
| 第2屆亞洲電影大獎      | 最佳美術指導         | 曹久平／張建群     | 提名 |
| 第2屆亞洲電影大獎      | 最佳視覺效果         | Thomas DUVAL       | 提名 |
| 第27屆香港電影金像獎   | 最佳亞洲電影         | 太陽照常升起       | 提名 |
| 第8屆華語電影傳媒大獎  | 最佳女配角           | 陳冲               | 獲獎 |
| 第8屆華語電影傳媒大獎  | 百家傳媒年度致敬電影 | 太陽照常升起       | 提名 |

## 评价
新浪网称电影《太阳照常升起》在摄影、立意、叙述故事方式上得到了观众的认可，但电影故事的时间背景是1958年至1976年，而现在观众的年龄层多集中在15岁至30岁，于是出现了这样的现象：由于对该特殊的时代背景不够熟悉，无法跟上影片跳跃的思维，结果大多数人“看不懂”。姜文表示，看不懂该电影的主要是70后人群，60后和80后比较容易看得明白。不过，另外一方面，由于电影留下了许多的疑问点、空白点，加上多处难懂之处，留给观众猜想的空间比较大，这些因素成为该电影备受关注的主要原因，甚至被认为是该电影的魅力之处。
对于目前媒体上出现的“罗生门”式的影评，姜文表示接受。而主演陈冲对此现象的解析是：“姜文的故事永远不满足于告诉你一些司空见惯的、日常的事。国内很多观众的观影习惯其实是靠电视剧培养起来的，还是期待你给我讲个故事。一旦这个电影不是侧重于叙事，而是另一些更深更难的东西，他们就不适应。”
加拿大多伦多国际电影节官方的评价是“这是一部极具美感的魔幻主义电影，导演姜文颠覆了电影故事直线讲述的传统，营造出了一个纯粹的视觉诗境。画面也许也随着颠覆性的故事结构而显得有些逻辑混乱，不过最终，如电影中天鹅绒在封闭的中国稀罕且弥足珍贵般，其电影主题仍能鲜活地展现出来。”
该片在西方媒体中缺乏关注度，烂番茄网仅有一人评论，且评价极差。Muse 杂志编辑 Perry Lam 批评该片 'Jiang's timidity and the small-mindedness of his new movie.'电影杂志《好莱坞报道》仅在网站上简短地介绍了这部电影，称赞其画面和色彩 “VENICE, Italy -- Fluid motion and glorious colors provide a visual treat in Jiang Wen's sumptuous romantic fantasy "The Sun Also Rises," which screened in competition at the Venice International Film Festival.”

## 其他延伸
在电影公映后，姜文利用了电影的部分出彩镜头制作一部关注西部山区儿童教育事业的公益广告宣传片。姜文在广告中呼吁“让我们携手，共同关注山区的孩子，帮助他们去实现那些五彩斑斓的梦，让希望的太阳照常升起。”

## 外部連結
- 豆瓣电影上《太阳照常升起》的資料 （简体中文）